# Magdalena Solari Quintana
Magdalena Solari Quintana (nascida a 23 de janeiro de 1968) é uma política argentina que serve como senadora nacional pela província de Misiones desde 2017. Anteriormente, serviu como membro da Câmara Municipal de Posadas. Ela é membro do Partido da Concórdia Social.
Solari Quintana nasceu em Buenos Aires. Ela estudou direito na Universidade Católica de Santa Fé, graduando-se em 2001. Foi membro da Câmara Municipal de Posadas até à sua eleição para o Senado, tendo sido eleita duas vezes para presidir ao órgão, de 2013 a 2015.
Ela tomou posse no senado no dia 29 de novembro de 2017.